# Ед Мозес (плавець)
Ед Мозес (англ. Ed Moses, 7 червня 1980) — американський плавець.
Олімпійський чемпіон 2000 року.
Чемпіон світу з водних видів спорту 2003 року, призер 2001 року.
Переможець Панамериканських ігор 1999 року.